# بايب لندن
بايب لندن (بالإنجليزية: Babe London)‏ هي ممثلة أمريكية، ولدت في 28 أغسطس 1901 بدي موين في الولايات المتحدة، وتوفيت في 29 نوفمبر 1980 في الولايات المتحدة.

## أعمال

### أفلام
- (1919) يوم المتعة
- (1925) إذهب غربا

## وصلات خارجية
- بايب لندن على موقع IMDb (الإنجليزية)
- بايب لندن على موقع أول موفي (الإنجليزية)
- بايب لندن على موقع قاعدة بيانات الفيلم (الإنجليزية)